# Schiersteiner Kreuz
Das Schiersteiner Kreuz ist ein Autobahnkreuz in Kleeblattform und ein vielbefahrener Straßenknotenpunkt Hessens mit etwa 123.000 Fahrzeugen pro Tag.
Es ist ein südwestlich von Wiesbaden gelegenes Kreuzungsbauwerk der A 66 mit der A 643.
Der Name leitet sich von dem nahegelegenen Wiesbadener Stadtteil Schierstein ab. Beide Autobahnen haben im Kreuzungsbereich jeweils zwei Fahrstreifen pro Fahrbahn, wodurch es in der täglichen Hauptverkehrszeit immer wieder zu längeren Staus kommt.

## Ausbau

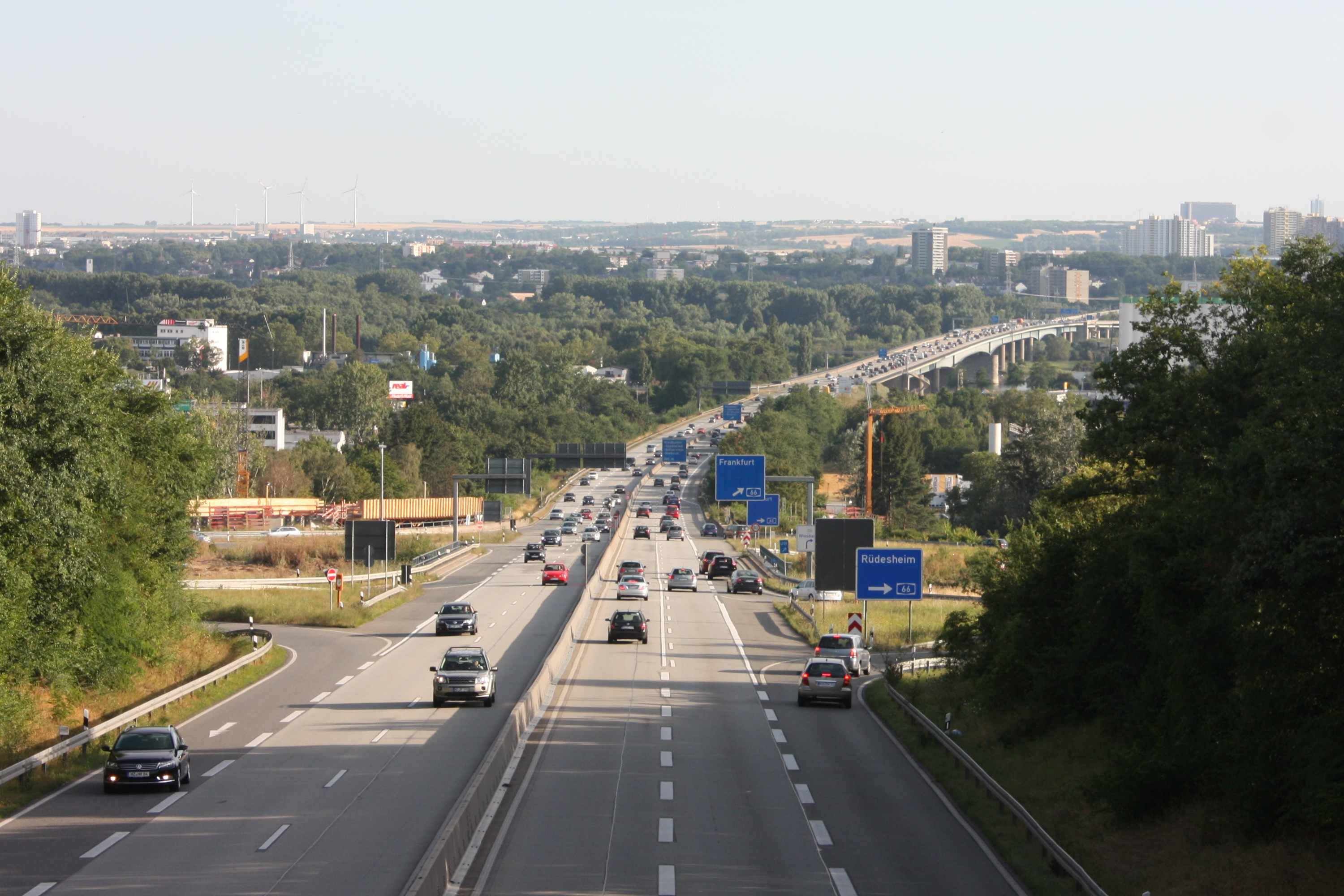
August 2013: Hier ist noch die alte Brücke der A643 vorhanden. Blick in Fahrtrichtung Mainz.

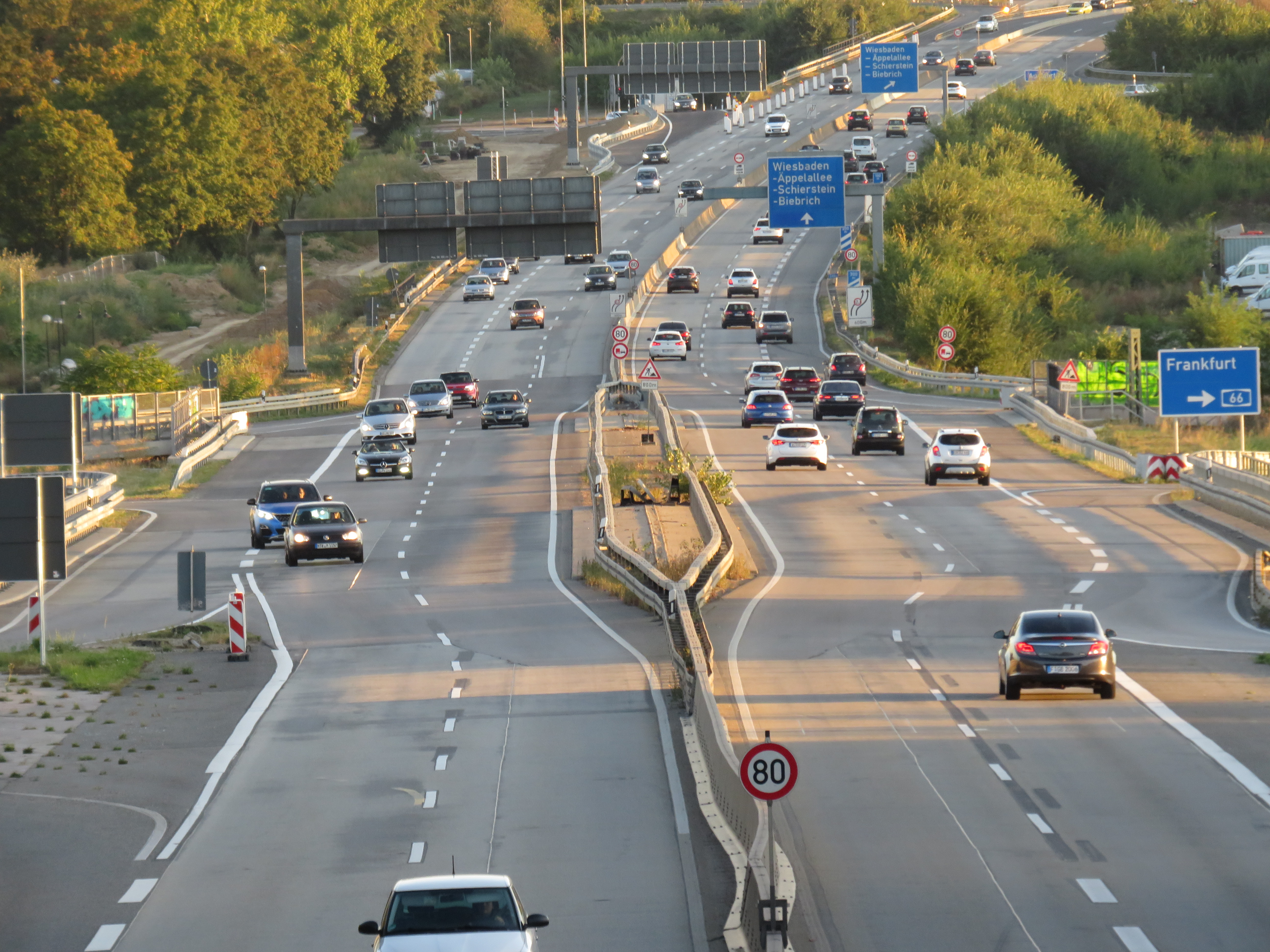
September 2019: Neue Brücke der A643

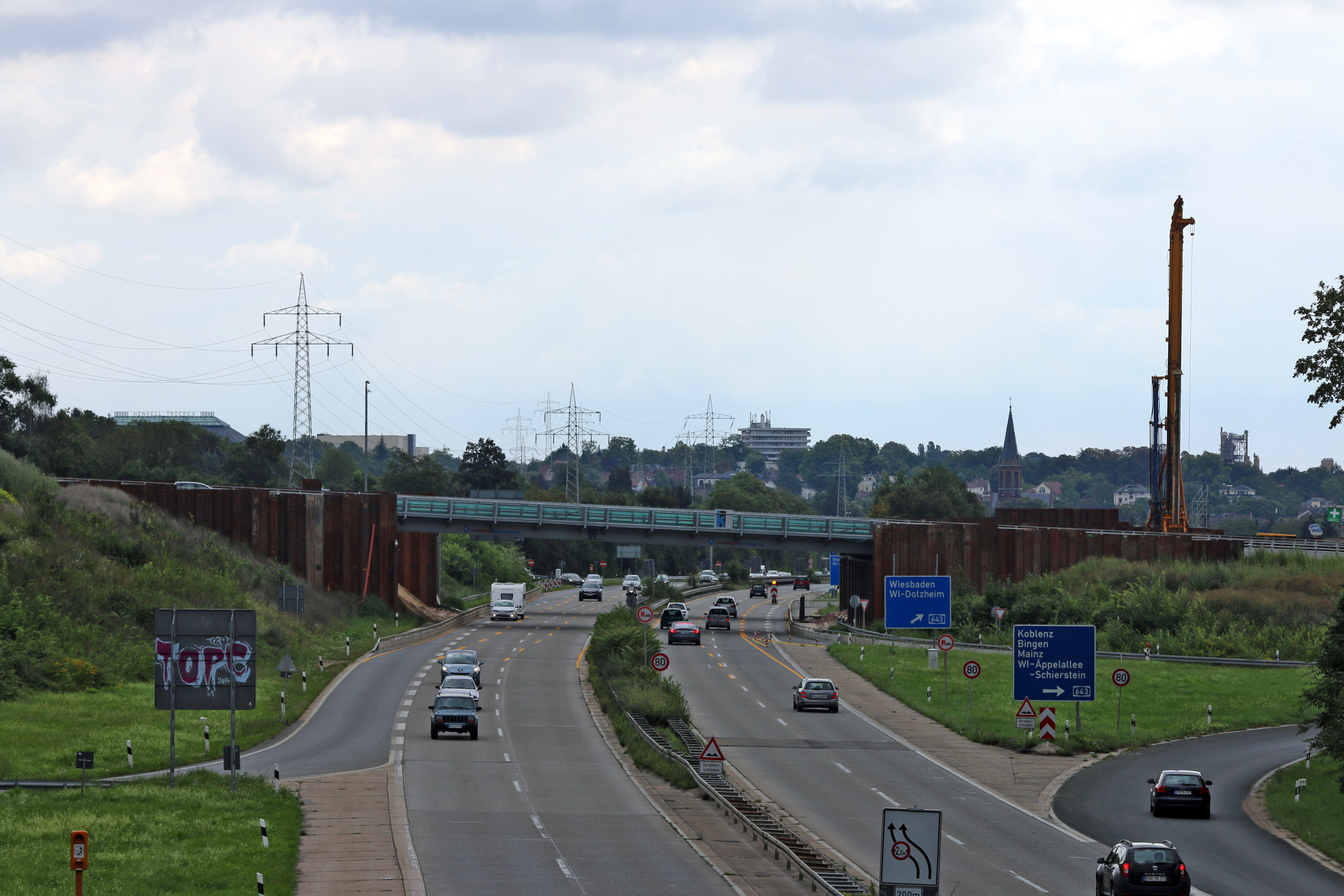
Bauarbeiten im August 2014, die A66 ist unten. Blick in Fahrtrichtung Frankfurt. Der Verkehr auf der A643 wird über zwei Behelfsbrücken geführt. Hier im Bild ist nur die Fahrtrichtung Mainz zu sehen.

Im Zuge des Neubaus der Schiersteiner Brücke und der Verbreiterung von zwei auf drei Fahrbahnen muss auch das Schiersteiner Kreuz verbreitert werden. Damit sollen auch die überlasteten Fahrbahnabschnitte von Mainz nach Frankfurt sowie die umgekehrte Fahrtstrecke durch neue Verkehrsbauwerke entlastet werden.
Erste Maßnahmen wurden im März 2012 unternommen, indem die vorhandenen Bäume und Sträucher im Kreuzungsbereich entfernt wurden (siehe die grünen Flächen auf der Landkarte in der Infobox). Danach wurde mit dem Bau der Brücke begonnen, die von der Fahrtrichtung Anschlussstelle Äppelallee über die Eisenbahnschienen der rechten Rheinstrecke führt, um zwei Fahrspuren in Fahrtrichtung Frankfurt aufzunehmen. Anschließend wurden die Widerlager der Behelfsbrücken erstellt, welche den Verkehr der A643 aufnehmen. Die entsprechenden Brückenteile wurden in der Nacht vom 12. auf 13. April 2014 eingehängt, hierfür wurde das Kreuz für 12 Stunden von 21 bis 9 Uhr gesperrt. Diese Behelfsbrücken haben den Verkehr ab Mai 2014 aufgenommen, damit die beiden alten Brückenteile abgerissen und mit dem Neubau begonnen werden kann.

## Verkehrsaufkommen
Das Kreuz wurde nach einer Zählung im Jahr 2015 täglich von etwa 110.000 Fahrzeugen befahren.
| Von                             | Nach                            | Durchschnittliche tägliche Verkehrsstärke | Durchschnittliche tägliche Verkehrsstärke | Durchschnittliche tägliche Verkehrsstärke | Anteil Schwerlastverkehr | Anteil Schwerlastverkehr | Anteil Schwerlastverkehr |
| Von                             | Nach                            | 2005                                      | 2010                                      | 2015                                      | 2005                     | 2010                     | 2015                     |
| ------------------------------- | ------------------------------- | ----------------------------------------- | ----------------------------------------- | ----------------------------------------- | ------------------------ | ------------------------ | ------------------------ |
| AS Wiesbaden-Frauenstein (A 66) | Schiersteiner Kreuz             | 64.000                                    | 48.900                                    | 51.600                                    | 3,0 %                    | 4,8 %                    | 3,3 %                    |
| Schiersteiner Kreuz             | AS Wiesbaden-Biebrich (A 66)    | 74.000                                    | 73.700                                    | 66.800                                    | keine Daten              | 5,6 %                    | 3,4 %                    |
| AS Wiesbaden-Dotzheim (A 643)   | Schiersteiner Kreuz             | 51.000                                    | 51.100                                    | 46.000                                    | 2,2 %                    | 3,0 %                    | 1,4 %                    |
| Schiersteiner Kreuz             | AS Wiesbaden-Äppelallee (A 643) | 81.000                                    | 79.300                                    | 53.500                                    | 6,2 %                    | 7,6 %                    | 0,9 %                    |